# Gillia
Gillia là một chi ốc nước ngọt cỡ nhỏ có nắp, là động vật thân mềm chân bụng sống dưới nước thuộc họ Hydrobiidae.

## Các loài
Các loài thuộc chi Gillia bao gồm:
- Gillia altilis